# بدور المريسية
بدور بنت عبد الله المريسية ( - 850 هـ) زوج عبد الرحمن ابن أبي الخير محمد بن فهد الهاشمي. محدثة سمعت من أبي الحسن بن سلامة جزء القزاز، وأجازت لها سنة 808 هـ عائشة بنت ابن عبد الهادي والمجد اللغوي وجمال بن ظهيرة. وتوفيت في مكة.